# Phyllonorycter himalayana
Phyllonorycter himalayana là một loài bướm đêm thuộc họ Gracillariidae. Nó được tìm thấy ở Nepal.
Sải cánh dài khoảng 9 mm.
Ấu trùng ăn Quercus semecarpifolia. Chúng ăn lá nơi chúng làm tổ.